# 波德鎮區 (愛荷華州林縣)
波德鎮區（英語：Boulder Township）是位於美國愛荷華州林縣的一個行政鎮區。

## 地方資料
根據2010年美國人口普查的數據，波德鎮區的面積為93.14平方千米，當中陸地面積為93.12平方千米，而水域面積為0.02平方千米。當地共有人口575人，而人口密度為每平方千米6.17人。